# 鳥山泰孝
鳥山 泰孝（とりやま やすたか、1975年8月29日 - ）は、栃木県出身のアマチュア野球指導者である。

## 来歴・人物
宇都宮学園高校を経て國學院大學卒業。大学では主将も務めたが在学中は2部リーグ。1年下に渡辺俊介がいた。
大学卒業後は國學院大學のコーチを経て、修徳高校の監督に就任。
2010年秋から國學院大學の監督を務め、2021年の東都大学野球リーグでは同大学で初めての春秋連覇を達成した。
2013年の日米大学野球選手権大会の全日本メンバーのコーチも務めた。